# Філіаші (Ясси)
Філіаші (рум. Filiași) — село у повіті Ясси в Румунії. Входить до складу комуни Белцаць.
Село розташоване на відстані 322 км на північ від Бухареста, 42 км на захід від Ясс.

## Населення
За даними перепису населення 2002 року у селі проживали 64 особи, усі — румуни. Усі жителі села рідною мовою назвали румунську.